# Honkinen (ö i Kehys-Kainuu, lat 63,90, long 30,20)
Honkinen är en ö i Finland. Den ligger i sjön Kuusijärvi och i kommunen Kuhmo i den ekonomiska regionen  Kehys-Kainuu  och landskapet Kajanaland, i den östra delen av landet, 500 km nordost om huvudstaden Helsingfors. Öns area är 1,2 hektar och dess största längd är 280 meter i sydöst-nordvästlig riktning.